# 4-й Кавказский армейский корпус
4-й Ка́вказский арме́йский ко́рпус — корпус русской армии, сформированный во время Первой Мировой войны и действовавший на Кавказском фронте.
Отличился в июльской операции 1915 г.

## Состав
Состав на 1 января 1917.
- 66-я пехотная дивизия
  - 261-й пехотный Ахульгинский полк
  - 262-й пехотный Грозненский полк
  - 263-й пехотный Гунибский полк
  - 264-й пехотный Георгиевский полк
  - 66-я арт. бригада
- 2-я Кавказская стрелковая дивизия
  - 5-й Кавказский стрелковый полк
  - 6-й Кавказский стрелковый полк
  - 7-й Кавказский стрелковый полк
  - 8-й Кавказский стрелковый полк
- 2-я Кавказская стрелковая артиллерийская бригада
- 2-й Армянский батальон
- 3-й Кавказский отдельный артиллерийский дивизион
- 2-я Кавказская отдельная гаубичная батарея
- 9-й мортирный дивизион
- 2-я Кавказская казачья дивизия
  - 1-й Лабинский казачий полк
  - 1-й Черноморский казачий полк
  - 3-й Волжский казачий полк
  - 3-й Кизляро-Гребенской казачий полк
  - 3-й Сунженско-Владикавказский казачий полк
- 2-й Кавказский казачий артиллерийский дивизион
- 2-й Кавказский пограничный конный полк
- 13-я ос. Кубанская сотня
- 4-й Кавказский сапёрный батальон

## Командиры
- Огановский, Пётр Иванович (24.1.1915 — 19.12.1915)
- Де-Витт, Владимир Владимирович (с 19.12.1915)